# Hug X de Lusignan
Hug X de Lusignan dit l'Ós (vers 1190 - † 5 de juny de 1249 a Damiata), senyor de Lusignan, comte de la Marca i d'Angulema, fill d'Hug IX de Lusignan.

## Biografia
El 1220 es va casar formalment amb Isabel d'Angulema, vídua de Joan sense Terra, que ja havia estat la seva promesa del 1194 al 1200 quan Joan sense Terra li va imposar casar-se amb ell el 1200. El 1200 Hug X encara era jove (uns 10 anys) però sempre es va sentir molt ofès per l'acció del rei anglès. El seu pare Hug IX, i el mateix fill i els altres membres de la família es van revoltar (vers 1201) i van demanar ajut al rei de França. El seu pare Hug IX havia rebut el comtat de la Marca el 1200, potser en compensació, però al rebel·lar-se li fou confiscat (vers 1201). Les incursions ferotges dels Lusignan (que es van estendre fins a la frontera de Normandia) i l'actitud del rei Felio August de França que va confiscar els feus anglesos al regne, va permetre recuperar el comtat de la Marca segurament el 1202 quan va morir el comte Aimar d'Angulema al que el rei anglès l'havia cedit o almenys li havia confiat el seu govern.
El seu pare li va cedir els seus dominis i drets el 1218 (senyor de Lusignan i comte de la Marca). A la mort d'Hug IX a Damiata el 1219 i la renúncia de la seva mare Matilde d'Angulema als seus drets al comtat d'Angulema, es va procedir al casament amb Isabel d'Angulema (1220) i des de llavors fou també comte d'Angulema.
La seva oposició a Blanca de Castella i després a Alfons de Poitiers, va fer perdre a Hug de Lusignan algunes de les seves possessions. El juny de 1240, després d'un setge de quinze dies, es va veure obligat a tornar la molt poderosa fortalesa de Frontenay (actual ciutat de Frontenay Rohan-Rohan) a Lluís IX de França que en va fer arrasar els murs per castigar-la per la seva oposició al poder reial. Hug de Lusignan fou finalment vençut el 21 de juliol de 1242 en el moment de la batalla de Taillebourg el 1242.
Obligat a seguir al rei Lluís IX de França a la croada el 1248, va morir davant Damiata (on també havia mort el seu pare) el 5 de juny de 1249.

## Descendència
1. Hug XI de Lusignan, († el 6 d'abril de 1250), senyor de Lusignan, comte d'Angulema i comte de la Marca, casat el gener de 1236 amb Iolanda de Dreux, comtessa de Penthièvre i de Porhoët.
2. Agnés de Lusignan, († després del 7 d'abril de 1269), casada amb Guillem II de Chauvigny, baró de Châteauroux.
3. Alícia de Lusignan, († després del 9 de febrer de 1256), casada amb Joan de Warenne, comte de Surrey, de Warenne i de Sussex, i virrei d'Escòcia.
4. Guiu de Lusignan, († després del 18 d'octubre de 1281), senyor de Cognac, d'Archiac, de Merpins, de Peyrat i de Frontenay.
5. Jofré de Lusignan († abans del març de 1274), senyor de Jarnac, de Château-Larcher i de Châteauneuf-sur-Charente, casat abans de 1246 amb Aumoda de Sainte-Hermine i abans de 1259 amb Joana, vescomtesa de Châtellerault.
6. Guillem de Valence, († entre 1294 i 1296), senyor de Valence, de Montignac, de Bellac, de Rancon, de Champagnac, de Westford i comte de Pembroke, casat abans del 13 d'agost de 1247 amb Joana de Montchensy o de Munchensy.
7. Aimar, († 1259), bisbe de Winchester.
8. Isabel de Lusignan, († el 14 de gener de 1300), esposa de Maurice de Craon, senyor de Craon, senescal d'Anjou, de Turena i del Maine (1249-1272).
9. Margarida de Lusignan, († el 22 d'octubre de 1288), esposa de Ramon VII de Tolosa, comte de Tolosa, després amb Aimery IX de Thouars, vescomte de Thouars, i en terceres noces, després de 1257, amb Geoffroy V de Châteaubriant, baró de Châteaubriant.